# David R. Evans
David Reid Evans (* 20. Februar 1769 in Westminster, England; † 8. März 1843 in Winnsboro, South Carolina) war ein US-amerikanischer Politiker. Zwischen 1813 und 1815 vertrat er den Bundesstaat South Carolina im US-Repräsentantenhaus.

## Leben
Im Jahr 1784 wanderte David Evans zusammen mit seinem Vater in die Vereinigten Staaten ein. Sie ließen sich in South Carolina nieder, wo Evans das Mount Zion College besuchte. Nach einem anschließenden Jurastudium und seiner im Jahr 1796 erfolgten Zulassung als Rechtsanwalt begann er in Winnsboro in seinem neuen Beruf zu arbeiten.
Evans war Mitglied der von Präsident Thomas Jefferson gegründeten Demokratisch-Republikanischen Partei. Zwischen 1802 und 1805 saß er als Abgeordneter im Repräsentantenhaus von South Carolina. Von 1804 bis 1811 war er auch als Staatsanwalt tätig. Bei den Kongresswahlen des Jahres 1812 wurde Evans im fünften Wahlbezirk von South Carolina in das US-Repräsentantenhaus in Washington, D.C. gewählt, wo er am 4. März 1813 die Nachfolge von Richard Winn antrat. Da er im Jahr 1814 auf eine weitere Kandidatur verzichtete, konnte er bis zum 3. März 1815 nur eine Legislaturperiode im Kongress absolvieren, die von den Ereignissen des Britisch-Amerikanischen Kriegs bestimmt war.
Nach seiner Zeit im Repräsentantenhaus bewirtschaftete Evans eine Plantage, die er inzwischen erworben hatte. Zwischen 1818 und 1826 gehörte er dem Senat von South Carolina an. David Evans war auch der erste Präsident der Bibelgesellschaft im Fairfield County. Er starb am 8. März 1843 in Winnsboro.